# 五十嵐正 (音楽評論家)
五十嵐 正（いがらし ただし、1958年（昭和33年） - ）は、日本の音楽評論家、翻訳家。
1958年石川県金沢市出身。金沢大学卒業・同大大学院教育学研究科音楽教育修士課程修了。大学時代は三井徹に師事する。輸入レコード店の店長のかたわら執筆活動を開始。ロック評論から世界各国のフォークやワールド・ミュージックまで評論・翻訳を行う。

## 出演番組
- ポップスアーティスト名鑑 (NHK-FM)

## 著書
- スプリングスティーンの歌うアメリカ  音楽出版社 2009 (CDジャーナルムック)
- ジャクソン・ブラウンとカリフォルニアのシンガー・ソングライターたち = Jackson Browne & Californian Singer-Songwriters : CROSSBEAT Special Edition 五十嵐正 著 シンコーミュージック・エンタテイメント 2015 (シンコー・ミュージック・ムック)
- ヴォイセズ・オブ・アイルランド アイリッシュ・ミュージックとの出会い　シンコーミュージック 2016

## 監修
- スライド・ギター = SLIDE GUITAR : 追悼:ジョニー・ウィンター : CROSSBEAT Presents 五十嵐正 監修 シンコーミュージック・エンタテイメント 2014 (シンコー・ミュージック・ムック)
- ヴァン・モリソン = VAN MORRISON : CROSSBEAT Special Edition 五十嵐正 監修 シンコーミュージック・エンタテイメント 2015 (シンコー・ミュージック・ムック)
- アコースティック・ギター・ディスクガイド = ACOUSTIC GUITAR DISC GUIDE : CROSSBEAT Presents 五十嵐正 監修 シンコーミュージック・エンタテイメント 2015 (シンコー・ミュージック・ムック)
- ニューオリンズ・サウンド = New Orleans Sound : CROSSBEAT Presents : 追悼:アラン・トゥーサン 五十嵐正 監修 シンコーミュージック・エンタテイメント 2016 (シンコー・ミュージック・ムック)
- CROSSBEAT Special Edition フェアポート・コンヴェンション featuring リチャード・トンプソン 五十嵐正 監修 シンコーミュージック・エンタテイメント  (シンコー・ミュージックMOOK)  2017
- CROSSBEAT Special Edition トム・ウェイツ 五十嵐正 監修 シンコーミュージック・エンタテイメント (シンコー・ミュージックMOOK) 2018

## 訳書
- バックストリーツ : ブルース・スプリングスティーン チャールズ・R.クロス 著,五十嵐正 訳 白夜書房 1990
- ディープ・ブルーズ ロバート・パーマー 著,五十嵐正 訳 JICC出版局 1992 (On music)
- エルヴィス デイヴ・マーシュ 著,五十嵐正 訳 キネマ旬報社 1994
- R.E.M.語録 R.E.M. [述],ピーター・ホーガン 編,五十嵐正 訳 シンコー・ミュージック 1998
- ブライアン・ウィルスン、そしてビーチボーイズ ポール・ウィリアムズ 著,五十嵐正 訳 ブルース・インターアクションズ 2000
- ディープ・ブルーズ ロバート・パーマー 著,五十嵐正 訳 シンコー・ミュージック 2000
- 公式ガイドサンダーバード大百科 ジェリー・アンダーソン, クリス・ベントレー 著,五十嵐正 訳,塚田千春 監修 宝島社 2003 (TJ mook)
- ボノインタヴューズ ボノ [述],ミーシュカ・アサイアス 著,五十嵐正 日本語版監修,五十嵐正, 上西園誠 訳 リットーミュージック 2006
- 俺と仲間 : ロン・ウッド自伝 ロニー・ウッド 著,五十嵐正 訳 シンコーミュージック・エンタテイメント 2009
- スリラー : マイケル・ジャクソンがポップ・ミュージックを変えた瞬間 ネルソン・ジョージ 著,五十嵐正 訳 シンコーミュージック・エンタテイメント 2011
- ブライアン・ウィルソン&ザ・ビーチ・ボーイズ : 消えた『スマイル』を探し求めた40年 ポール・ウィリアムズ 著,五十嵐正 訳 シンコーミュージック・エンタテイメント 2016